# Breitband-ISDN

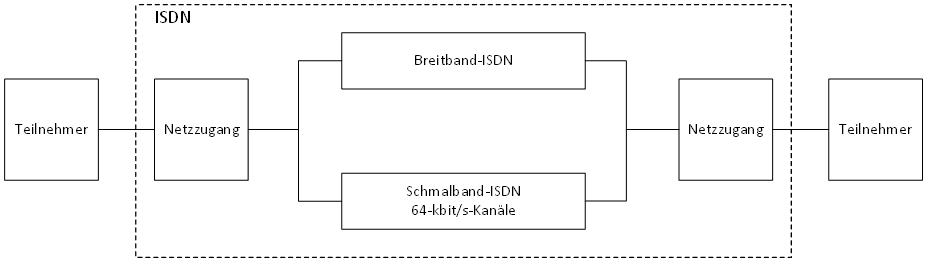
Struktur der geplanten Ergänzung des Schmalband-ISDN mit Breitband-ISDN.

Das Breitband-ISDN (B-ISDN) sollte das auf Nutzkanälen mit niedriger Datenübertragungsrate aufbauende ISDN (Schmalband-ISDN; englisch Narrowband ISDN) ergänzen. Beabsichtigt war mit B-ISDN dem Benutzer höhere Datenübertragungsraten zur Verfügung zu stellen.

## Übertragungstechnik
Das Schmalband-ISDN basiert auf PCM-Technik mit 64-kbit/s-Kanälen; Teilnehmeranschlüsse erfolgen mittels Basisanschluss mit zwei Kanälen oder als Primärmultiplexanschluss mit 30 Kanälen.
Die Planung für B-ISDN sah als Übertragungstechniken
- den Asynchronous Transfer Mode (ATM) und
- die Synchrone Digitale Hierarchie (SDH) vor.

## Pilotversuche
Das B-ISDN in seiner ursprünglichen Konzeption kam über Pilotversuche nicht hinaus. Diese Pilotversuche ermöglichten den Teilnehmern eine Datenübertragungsrate von maximal 155 Mbit/s, in einer nächsten Stufe waren 622 Mbit/s vorgesehen. Die geplante Netztopologie des B-ISDN hätte dem ISDN entsprochen: Zentrale Vermittlungsstellen in einem hierarchischen Sternnetz mit Vermaschung. Eine der ursprünglichen Grundideen war, dass auch der wachsende Verkehr des ISDN mittels Konzentratoren und Multiplexern in das B-ISDN überführt werden sollte. 

## Mögliche Breitbanddienste
Folgende Anwendungen waren zum Beispiel für das B-ISDN vorgesehen:
- Bewegtbildkommunikation: Bildtelefon, Videokonferenz, Videoüberwachung
- Datenkommunikation: LAN-Verbindungen, CAD/CAM-Verbindungen, Datenübertragung
- Nachrichtenaustausch: Video-E-Mail, Multimedia-Dokumente
- Abrufdienste: Fernunterricht, Datenbanken
- Nachrichtenabruf: Video-on-Demand, Verteildienste, Hörfunk und Fernsehen, elektronische Zeitung

Als noch weitergehende Technologie wurde in den 1980er Jahren auch das Integrierte Breitbandige Fernmeldenetz konzipiert. Während B-ISDN das schmalbandige ISDN nur um die breitbandigen Dienste der Individualkommunikation Bildtelefonie erweitern sollte, waren für IBFN zusätzlich massenmediale breitbandige Verteildienste für Fernsehen und Hörfunk als Breitbandverteilnetz vorgesehen.

## Zugangsnetz
Als Zugangsnetz sollten – neben neu zu verlegender Glasfaserkabel – auch Techniken genutzt werden, die bestehende Telefon- und Kabelnetze nutzen. Zu diesen Technologien gehören unter anderem die folgenden:
- High Data Rate Digital Subscriber Line (HDSL): Mehrere Kupferdoppeladern können gebündelt werden, um Datenübertragungsraten bis 20 Mbit/s in beide Richtungen zu erzielen.
- Asymmetric Digital Subscriber Line (ADSL): Auf einer Teilnehmeranschlussleitung können bis 12 Mbit/s in einer Richtung erzielt werden.

## Aktueller Stand
Für die heutigen Breitbandnetze werden die Begriffe B-ISDN oder Breitband-ISDN nicht mehr verwendet. Der Hauptgrund dafür ist, dass die Netzkonzeption des B-ISDN sich als zu teuer erwies: IP-Router sind billiger als ATM-Vermittlungsstellen. Des Weiteren wäre das verbindungsorientierte B-ISDN im Vergleich zu den verbindungslosen IP-Netzen deutlich schlechter geeignet für die heute im Internet vorherrschenden Anwendungen, wie beispielsweise das World Wide Web. Die öffentlichen Breitbandnetze verwenden heute zwar ATM noch im Backbone-Bereich, jedoch nur als Transport-Infrastruktur.

## Standards
- ITU-T I.121, Broadband aspects of ISDN, 04-1991
- ITU-T I.311, B-ISDN general network aspects, 08-1996
- ITU-T E.737, Dimensioning methods for B-ISDN, 02-2001